# Ranacris
Ranacris is een geslacht van rechtvleugeligen uit de familie veldsprinkhanen (Acrididae). De wetenschappelijke naam van dit geslacht is voor het eerst geldig gepubliceerd in 1983 door You & Lin.

## Soorten
Het geslacht Ranacris  is monotypisch en omvat slechts de volgende soort:
- Ranacris albicornis (You & Lin, 1983)